# Pabellón de Gobierno (Albacete)
El Pabellón de Gobierno o edificio José Prat es una construcción moderna del siglo XX situada en la ciudad española de Albacete. De carácter universitario y cultural, preside la plaza de la Universidad de la urbe manchega.

## Historia
El edificio, diseñado por el arquitecto Manuel Carrilero de la Torre, fue inaugurado en 1993. Posteriormente fue ampliado con la construcción de la Biblioteca Universitaria, obra de los arquitectos Manuel Pedro y Emilio Sánchez, y otro edificio anexo unitario que alberga dependencias administrativas, obra de los arquitectos Manuel Pedro Sánchez, Emilio Sánchez y Diego Peris.

## Características
El Pabellón de Gobierno o edificio José Prat preside la plaza de la Universidad de Albacete ejerciendo de cierre de la misma. El grandioso edificio alberga la sede de los vicerrectorados del Campus de Albacete y de Investigación, el Paraninfo Universitario, la Biblioteca General del Campus, el Comedor Universitario y la Unidad de Alumnos.
El libro Arquitectura y universidad para la ciudad lo describe del siguiente modo:

Responde a esa ubicación de cierre de perspectiva con una concepción simétrica respecto de su eje central visual. El elemento central se curva hacia el interior siguiendo la forma de la plaza, creando así un espacio de acogida con los pórticos de acceso que dejan a los lados dos alas más bajas y simétricas.

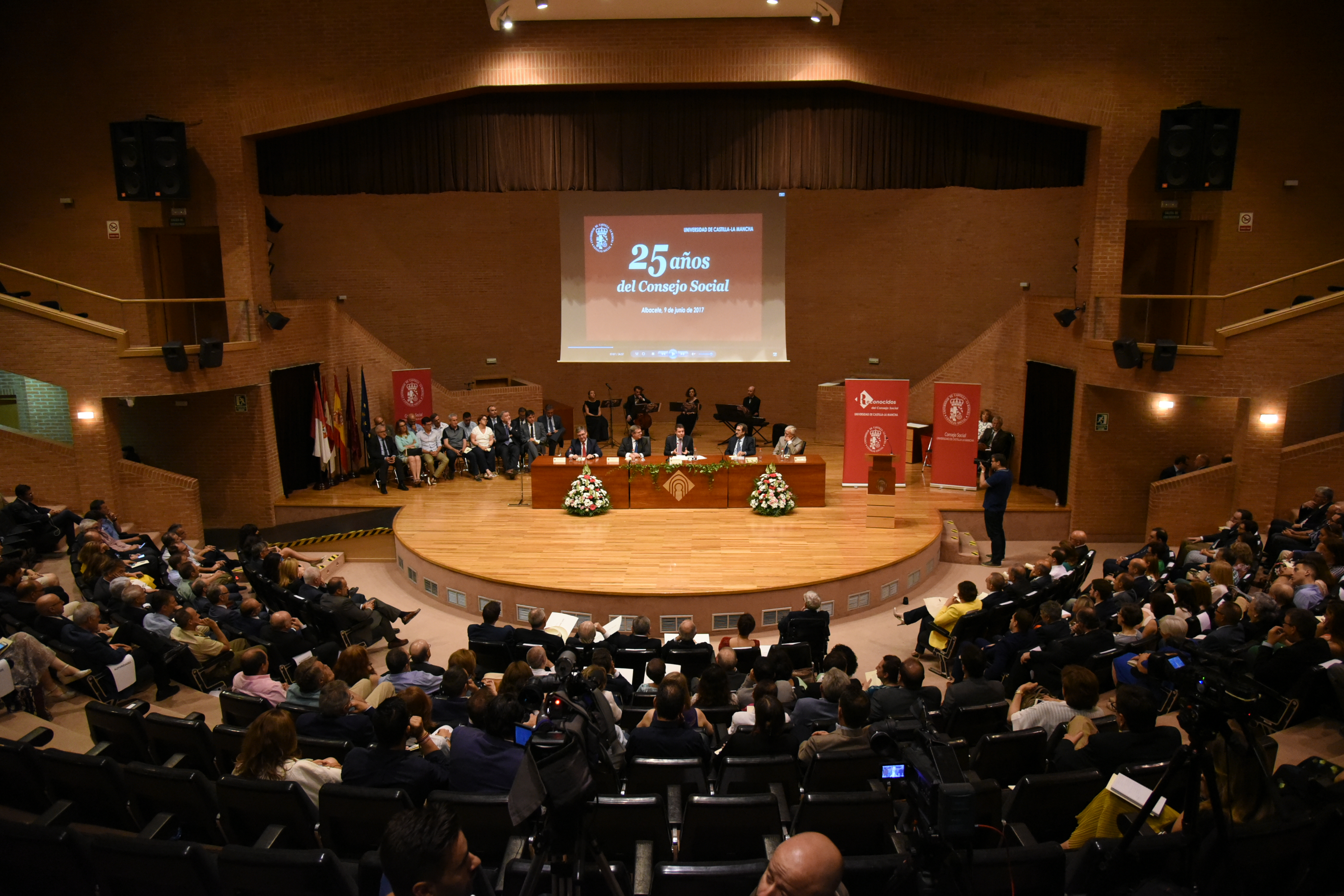
Vista del Paraninfo de la Universidad de Castilla-La Mancha

El edificio alberga el Paraninfo Universitario de Albacete, con capacidad para 800 personas. De forma semicircular y gran luminosidad, acoge, además de todas las actividades propias del ámbito universitario, conciertos o mítines políticos.